# 25-Punkte-Programm
Das 25-Punkte-Programm war das Parteiprogramm der Nationalsozialistischen Deutschen Arbeiterpartei. Adolf Hitler verkündete es am 24. Februar 1920 vor etwa 2000 Personen im Münchner Hofbräuhaus. Am selben Tag wurde die bereits am 20. Februar vollzogene Umbenennung der 1919 gegründeten Deutschen Arbeiterpartei (DAP) in „Nationalsozialistische Deutsche Arbeiterpartei“ (NSDAP) veröffentlicht.
In diesem Programm wurde ein Großdeutsches Reich angestrebt, die Aufhebung der Bestimmungen des Versailler Vertrags gefordert, die deutsche Staatsbürgerschaft für Juden abgelehnt und der Aufbau eines autoritären Staates mit einer politisch gelenkten Presse und Literatur angekündigt. Seit der Bamberger Führertagung von 1926 galt es als unabänderlich.

## Inhalt
In seinen ersten drei Punkten richtete sich das Programm gegen den Versailler Vertrag und den Vertrag von Saint-Germain, die ein Anschlussverbot für Österreich vorschrieben. Gefordert wurde ein „Zusammenschluß aller Deutschen“ zu einem Groß-Deutschland, wozu man sich durch das Selbstbestimmungsrecht der Völker berechtigt sah. Auch die Rückgabe der deutschen Kolonien, die der Versailler Vertrag unter ein Mandat des Völkerbunds gestellt hatte, wurde gefordert, da sie „zur Ernährung unseres Volkes und Ansiedlung unseres Bevölkerungsüberschusses“ notwendig seien.
Die Punkte 4 bis 8 waren antisemitisch geprägt. Juden – durch das Programm nicht religiös oder kulturell, sondern rassisch definiert – sollten aus der deutschen Staatsbürgerschaft ausgeschlossen und unter Fremdengesetzgebung gestellt werden. Von der Gesetzgebung und von Regierungsämtern sollten sie ausgeschlossen werden, im Falle einer Ernährungskrise seien sie auszuweisen. In diesem Zusammenhang sprach sich das Programm auch gegen den angeblich korrumpierenden Parlamentarismus mit seinem Parteienproporz aus. Auch das Einwanderungsverbot für Nicht-Deutsche in Punkt 8 richtete sich gegen Juden.
In Punkt 9 und 10 war von den Rechten und Pflichten der Staatsbürger die Rede. Sie müssten für alle Staatsbürger gleich sein, wie es auch in der Weimarer Reichsverfassung garantiert war. Außerdem wurde eine Pflicht, „geistig oder körperlich zu schaffen“ formuliert, was „zum Nutzen aller erfolgen“ solle. Hier klang bereits der Grundsatz „Gemeinnutz geht vor Eigennutz“ an, der fettgedruckt in Punkt 24 aufgeführt wird.
Die Punkte 11 bis 18 beschäftigten sich mit der Umsetzung dieses Gemeinnutzprinzips. Einleitend, und im Sperrdruck, wurde in Punkt 11 die Brechung der Zinsknechtschaft gefordert. Die nachfolgenden Forderungen betrafen die „Einziehung der Kriegsgewinne“ (Punkt 12), die Verstaatlichung der Trusts (Punkt 13), eine Gewinnbeteiligung an Großbetrieben (Punkt 14), einen Ausbau der Altersversorgung (Punkt 15), Kommunalisierung der großen Warenhäuser zugunsten kleiner Gewerbetreibender, die bei der Vergabe von öffentlichen Aufträgen besonders zu berücksichtigen seien (Punkt 16), eine Bodenreform, die die Möglichkeit schaffen sollte, Boden für gemeinnützige Zwecke entschädigungslos zu enteignen (Punkt 17), die Todesstrafe für „Wucherer und Schieber“ (Punkt 18).
Punkt 19 verlangte, das ganze Römische Recht, das angeblich dem Materialismus diene, durch ein „deutsches Gemeinrecht“ zu ersetzen. Punkt 20 beschäftigte sich mit der Bildungspolitik, die allen Deutschen die Chance auf einen Aufstieg durch höhere Bildung zu geben hätte, etwa indem der Staat die Ausbildung begabter Kinder aus sozial schwachen Familien finanzierte. Die Lehrpläne sollten auf praktische Lebensfragen umgestellt werden und auch Staatsbürgerkunde enthalten. Besonderer Wert wurde auf den Sport gelegt, zu dem Punkt 21 im Sinne der „Hebung der Volksgesundheit“ alle Bürger verpflichtete; demselben Ziel sollten Mutterschutz, Kinderschutz, „Verbot der Jugendarbeit“ und eine staatliche Förderung von Sportvereinen für Jugendliche dienen. In Punkt 22 wurde mit der „Bildung eines Volksheeres“ die Wiedereinführung der vom Versailler Vertrag verbotenen Wehrpflicht verlangt.
Punkt 23 forderte die Einführung einer Pressezensur; Juden sollte die Arbeit in Zeitungen und die finanzielle Beteiligung an ihnen untersagt werden, besondere Kontrollbestimmungen seien für ausländische Presseerzeugnisse einzurichten. Punkt 24 forderte eine Einschränkung der Religionsfreiheit, die nicht den Bestand des Staates gefährden „oder gegen das Sittlichkeits- und Moralgefühl der germanischen Rasse verstoßen“ dürfe. Die Partei bekannte sich zu einem „positiven Christentum“ und zur Bekämpfung des „jüdisch-materialistischen Geistes in und außer uns“ – eine Formulierung, die auf Dietrich Eckart zurückging. Gemeinnutz gehe vor Eigennutz.
Punkt 25 verlangte schließlich, eine starke Zentralgewalt des Reiches zu schaffen; das „politische Zentralparlament“ müsse die Autorität gegenüber den Bundesstaaten haben. In diesen seien „Stände- und Berufskammern“ einzurichten, die die Rahmengesetze der Zentrale umsetzen sollten. Abschließend gelobten die Führer der Partei, für die Durchführung der 25 Programmpunkte „wenn nötig unter Einsatz des eigenen Lebens rücksichtslos einzutreten“.

## Verfasser
Von wem die Formulierungen des Programms im Einzelnen stammen, ist nicht sicher. Allgemein geht man davon aus, dass DAP-Gründer Anton Drexler der Hauptautor war; Hitler war wahrscheinlich nicht inhaltlich, sondern nur redaktionell an der Abfassung beteiligt.
Umstritten ist der Anteil Gottfried Feders. Die Forderung der „Brechung der Zinsknechtschaft“ ging auf sein 1919 veröffentlichtes „Manifest zur Brechung der Zinsknechtschaft des Geldes“ zurück. Da es unter den Parteigenossen als bekannt vorausgesetzt wurde, blieb dieser Punkt sehr knapp. In einer kommentierten Ausgabe, die Feder 1927 veröffentlichte, stellte er seinen ideologischen Eigenanteil als zentrale Kategorie des Programms hin. Sie sei das „Herzstück des Nationalsozialismus“, die „stählerne Achse, um die alles sich dreht“. Feder selbst behauptete in einem Brief an Hitler, der nur indirekt überliefert ist, das Programm sei „von Ihnen (Hitler) sanktioniert und von mir formuliert“ worden. Der NS-Forscher Albrecht Tyrell glaubt dagegen, dass Feder, von dem Schlagwort „Brechung der Zinsknechtschaft“ abgesehen, keinen Anteil an der Formulierung gehabt habe. Hans-Ulrich Thamer nennt Drexler als einzigen Verfasser des Programms. Kurt Bauer vermutet, Feder habe „maßgeblichen Einfluss“ auf das Programm genommen, dessen Urheberschaft „umstritten“ sei. Der israelische Historiker Avraham Barkai ist dagegen überzeugt, Feder habe „zumindest die wirtschaftlichen Forderungen des Parteiprogramms von 1920 formuliert“. Reinhard Neebe spricht direkt vom „Feder-Programm von 1920“. An eine (Mit-)Autorschaft Feders glauben auch Hajo Holborn, Robert Wistrich und Wolfgang Wippermann.

## Folgen
Größere Beachtung als das Parteiprogramm fanden stets die Reden der führenden Nationalsozialisten und die Berichterstattung der Presse. Gleichwohl wurden einige Punkte später politische Wirklichkeit, wie etwa der Entzug der Staatsbürgerschaft für Juden in den Nürnberger Gesetzen von 1935 und ihre Deportation aus Deutschland ab 1941.
Die Punkte 11 bis 18 behandelten wirtschafts- und sozialpolitische Themen. Nachdem Hitler 1924, ein Jahr nach seinem misslungenen Putsch, vorzeitig aus der Festungshaft entlassen worden war, versuchte er Spender in Unternehmerkreisen für den Wiederaufbau der NSDAP zu gewinnen. Forderungen nach Verstaatlichung, Gewinnbeteiligung und einer „Brechung der Zinsknechtschaft“ waren hierbei nicht förderlich.
1926 kam es zu heftigen innerparteilichen Auseinandersetzungen mit dem linken Parteiflügel um die Brüder Otto Strasser und Gregor Strasser, die Hitler auf der Bamberger Führertagung für sich entschied. Anschließend wurde das Programm für „unabänderlich“ erklärt. Um klarzustellen, dass das Wirtschaftskonzept der NSDAP weder antikapitalistisch noch sozialistisch war, veröffentlichte Hitler im Völkischen Beobachter vom 19. April 1928 eine Erklärung, nach der „[g]egenüber den verlogenen Auslegungen des Punktes 17 […] von seiten unserer Gegner […] die N.S.D.A.P. auf dem Boden des Privateigentums steht“. Der Passus zur unentgeltlichen Enteignung richte sich „in erster Linie gegen die jüdischen Grundspekulations-Gesellschaften“. Dennoch blieben Änderungen nicht aus. Hitler erteilte zum einen der Forderung nach Kolonien (Punkt 3) eine Absage: Im zweiten Band von Mein Kampf, der Ende 1926 erschien, kündigte er stattdessen die Eroberung von Lebensraum im Osten auf dem Gebiet der Sowjetunion an.
Der schwerindustrielle Manager Martin Blank schrieb im November 1929 an Paul Reusch, das Programm sei „überholt“. Die sozialdemokratische Zeitung Das freie Wort analysierte 1931 die NS-Propaganda und kam zu dem Ergebnis, dass die schiere Existenz des Parteiprogramms der NSDAP – „vielleicht unsere beste Waffe überhaupt in diesem Kampfe“ – zu wenig bekannt sei. Als nach dem Erfolg der NSDAP bei den Reichstagswahlen vom September 1930 über eine Einbindung der NSDAP in die Regierungsverantwortung diskutiert wurde, nannte Jakob Wilhelm Reichert vom Verein Deutscher Eisen- und Stahlindustrieller als Bedingung, die NSDAP müsse „ihr halb sozialistisches und halb nebelhaftes Parteiprogramm“ aufgeben und „in wahrhaft konservativem Sinne“ arbeiten. Obwohl das propagandistische Schlagwort von der „Brechung der Zinsknechtschaft“ auch bis lange nach der nationalsozialistischen „Machtergreifung“ Teil des nationalsozialistischen Jargons blieb, war der Inhalt schon früh wesentlich geändert worden, so dass es statt um Aufhebung jeglichen Zinses lediglich um Zinssenkung bzw. „gerechten Zins“ ging. Dies wurde von zeitgenössischen Kritikern wie Gustav Stolper, der dies als eine „weise Mäßigung“ bezeichnete, spöttisch zur Kenntnis genommen.

## Forschung
Die geschichtswissenschaftliche Forschung weist darauf hin, dass das Programm diverse Parolen ganz unterschiedlicher Herkunft vereinigte, namentlich aus antikapitalistischen, antisemitischen und nationalistischen Quellen sowie mittelständisch orientierte Einzelforderungen. Diese intellektuell schlichten, disparaten Elemente würden durch das Partei-Schlagwort „Nationaler Sozialismus“ nur unzureichend zusammengehalten.
In den wirtschaftlichen Forderungen mit seinen Bezügen auf Kriegsgewinnler, Wucherer und Schieber sieht Avraham Barkai Elemente, die für die Zeit nach dem Ersten Weltkrieg typisch seien; auch gebe es verschiedene Konzessionen an den revolutionären Zeitgeist wie die Forderungen nach Verstaatlichung, Gewinnbeteiligungen, Enteignungen von Grund und Boden. Mittelständische Forderungen, wie die zu den Warenhäusern und den öffentlichen Aufträgen, hätten der sozialen Herkunft von Parteigründern und -basis entsprochen.
Der Berliner Historiker Wolfgang Wippermann streicht heraus, dass die zentrale Forderung „Brechung der Zinsknechtschaft“ auf ein Verbot aller Bankgeschäfte hinauslaufe – eine Maßnahme, die in einem modernen Industriestaat wie Deutschland „schlichtweg unsinnig“ sei. Die erklärte Feindschaft der Partei gegen das Kreditwesen zeige sich nach Ansicht des Historikers Malte Zierenberg auch in der Forderung nach der Todesstrafe für Wucherer und Schieber. Dass dies explizit unabhängig von deren „Rasse und Konfession“ gelten solle, zeigt, dass die NSDAP hier nicht nur ihrem Antisemitismus folgte, sondern an ein Stimmungsmuster anknüpfte, das in den Wirren der Nachkriegszeit verbreitet war.
Wippermann beurteilt auch die in Punkt 10 geforderte „Pflicht jedes Staatsbürgers […], geistig oder körperlich zu schaffen“ als wenig realitätstauglich, ebenso die Ersetzung des Römischen Rechts durch ein „deutsches Gemeinrecht“: Weder werde gesagt, worin dieses bestehen könne, noch, inwieweit jenes noch Gültigkeit hatte. Ganz klar sei das Programm in seinen antisemitischen und rassistischen Passagen: Punkt 21, der forderte, die „körperliche Ertüchtigung“ mittels staatlicher Gesetzgebung zu heben, meine nicht nur die zwangsweise Förderung des Breitensports, sondern die rassistische Reinigung und Höherzüchtung des deutschen Volkskörpers, die Hitler später in Mein Kampf ausführlicher beschrieb.
Die wirtschaftlichen Forderungen des Programms werden von einigen Historikern für „sozialistisch“ gehalten. Laut dem Wirtschafts- und Sozialhistoriker Friedrich-Wilhelm Henning stimmte das Programm in sechs Punkten mit denen marxistischer Parteien überein, während es mit den Programmen der national ausgerichteten Parteien der Mitte und der Rechten nur die Forderung nach Kolonien gemeinsam habe. Ernst Nolte und Henry A. Turner gehen dagegen davon aus, dass die sozialistischen Forderungen im Programm für Hitler von vornherein „nur demagogischer Natur“ gewesen seien.